# Zsidóemancipáció
A zsidók egyenjogúsításáról szóló törvényt 1867. november 25-én Andrássy Gyula miniszterelnök terjesztette be. A képviselőház minden vita nélkül, egyhangúlag, a főrendiház pedig 64 szavazattal 4 ellenében fogadta el a törvényjavaslatot. A zsidók egyenjogúsításáról szóló törvény I. Ferenc József szentesítő aláírásával lépett érvénybe. Az 1867. évi XVII. törvénycikk a hazai zsidóság előtt a társadalmi felemelkedés korábban soha nem látott lehetőségeit nyitotta meg.

## Előzményei
A 19. század elején, Magyarországon megnövekedett a zsidó lakosság száma. A hatóságok a nyugati zsidók elé nem gördítenek akadályokat, viszont a keleti területekről érkező zsidók főként Északkelet-Magyarországon telepednek le, ahol óriási szegénység uralkodik, és ahol még a nincstelen zsidóknál is szegényebb közösségek például a ruszinok éltek.
A zsidók a 19. század első negyedében nagymértékben kivették részüket kereskedelem megszervezéséből, kivált az agrárkereskedelem területén. Az ország megnövekedett  lehetőségeket kínált azon zsidók számára, akik a nagybirtokok szolgálatában már bizonyos rutinra tettek szert a nagybani adás-vétel technikákat illetőleg. Tőkét gyűjtöttek, és módjukban állt hiteleket folyósítani. De nemcsak a monarchia többi országában való kivitelre szorítkoztak, hanem jócskán kivették részüket a keleti kereskedelemből is. A zsidók háborús hozzájárulása is jelentőssé vált. 1784-ben 80.000 forintot fizettek ki háborús célokra.
A monarchia többi részén is tevékenykedtek zsidó kereskedők. Az ottani csillogó karriert befutó zsidó családok voltak például a bécsi Arnsteinek, az Eskelesek vagy Salamon Herz . Viszont óriási ellentétek alakultak ki egyes zsidó családok közt. A nemesített később bárósított Rotschildok  érvényesülése mellett szembetűnő, hogy a szegény sorsú zsidókkal szemben rendre hoztak hatósági intézkedésekre. A magyarországi liberális nemesség a hazai nyelvnek a hivatalokban való általános bevezetését tűzte ki célul. A polgárosodás szóban összegezték törekvéseiket, mely egyszerre tartalmazta, az általában vett haladás, a vállalkozó polgár, a civil lakosság és az ipari kereskedelmi modernizáció jelentésköreit. Ez a harc a zsidók életében is fontos szerepet játszott, és lendületet adott az emancipációs mozgalomnak is. A zsidók emancipációját az európai államok gazdasági és társadalmi modernizációjának szükségletei is elősegítették.

## Az 1840-es törvénycikk
A bécsi udvar azon volt, hogy javítson az örökös tartományok jobbágyságának és zsidóságának a helyzetén. Miután a reformokkal 15 évet késett, az 1839-40. évi országgyűlésen fontos lépést tett a jobbágyfelszabadítás felé, s ezzel egyidejűleg újra elővette a zsidó dossziét.
A felsőtáblai vitában Eötvös József kortársai között az elsők között vetette fel a keresztény társadalom felelősségét ”a gyűlölt zsidó tulajdonságok” kialakulásában: "Vagy azt gondoljuk-e, hogy évezredes elnyomás egy népet moralisálni fog?"- szállt szembe e tulajdonságokat örök érvénnyel felruházókkal. A főrendiek közül Dessewffy Aurél is szorgalmazta a zsidók jogi egyenlőségének megvalósítását. 
A hosszas vita után megalkotott 1840. évi 29. törvénycikk az alábbiak szerint rendelkezett:
1. nem törölte el a türelmi adót
2. az egységes birodalom elve alapján nem korlátozta a zsidók bevándorlását
3. megengedte, hogy a zsidók bármely vidéken letelepedhessenek az országban
4. megengedte a zsidóknak a szabad kereskedelmet, gyáralapítást, bármely mesterség gyakorlását
5. állandó vezeték és személynév használatára kötelezett

Legnagyobb vívmánya a szabad letelepedés volt, mert ettől kezdve a szabad királyi városok is megnyíltak előttük (bár a bányavárosok továbbra is zárva maradtak).
Ennek hatására soha nem tapasztalt betelepedés kezdődött: becslések szerint 1840-1850 között 76 ezer zsidó érkezett Magyarországra, s a természetes belső szaporulattal együtt 10 év alatt 244 ezerről 368 ezerre nőtt a zsidóság létszáma, az összlakosságon belüli aránya elérte a 3,6%-ot.
A zsidók azonban még mindig nem részesedtek a polgári jogokból, nem csupán minden hivatali állás volt elérhetetlen számukra, de nem bérelhetnek és vásárolhatnak nemesi tulajdonú ingatlant. Az egyetlen számukra elérhető pálya a kereskedés és a szabadfoglalkozások közötti orvoslás.
A magyar zsidóság így tovább folytatta az emancipációs mozgalmat.
1840-ben Bloch Móricz kiadta az első héber-magyar Bibliát. Egy híres zsidó rabbi Lőw Lipót 1840-ig Nagykanizsán, 1846-tòl Pápán, 1850-től Szegeden volt rabbi. Ő volt az első, aki zsinagógában magyarul prédikált. Lőw Lipót 1858-tól Szerkesztője volt a Ben Chananja című folyóiratnak, ami nagy szerepet játszott a zsidók egyenjogúsításában.
Az emancipációt a magyar sajtó is napirenden tartotta. A Pesti Hírlap valamint a Jelenkor című folyóirat is foglalkozott a kérdéssel. A Budapesti Szemlében Eötvös József írt figyelemfelkeltő tanulmányokat a Zsidók emancipációja címen. A reformkor nagy politikusai Kossuth Lajos és Deák Ferenc is folyamatosan közbenjártak a zsidók egyenjogúsítása érdekében. A református Török Pál, Székás József evangélikus lelkész valamint Albach József ferences rendi hitszónok is a zsidó emancipációról prédikált.
Az 1843-1844-es országgyűlésen szintén többen felszólaltak az egyenjogúsítás mellett, ám az országgyűlés még így sem iktatta törvénybe az emancipációt.

## Zsidó részvétel az 1848-1849 (forradalom) és szabadságharcban
Az 1848–49-es forradalom és szabadságharcban a zsidók jelentős anyagi segítséget nyújtottak, illetve sok zsidó vallású ember vett részt a harcokban. Már az első csaták kirobbanásakor sok fiatal zsidó vallású is fegyvert fogott és beállt honvédnek. Az 1849-es harcokban mintegy 20 ezren vettek részt közöttük többen hadnagyi, főhadnagyi vagy századosi rangra emelkedtek és a kutatások szerint összesen 153-an kaptak közülük honvédtiszti előléptetést. A császári parancsnokok beszámolóiban arról jelentettek, hogy a honvédség hírszerzéseben fontos szerepet játszottak zsidók, akik mint alkalmi ügynökök látták el feladataikat és tájékoztatták a magyar hadvezetést a császári haderő mozgásáról. A szabadságharcban 56 zsidó katonaorvos is szolgált, köztük Korányi Frigyes is. A harcok idején Schwab Arszlán és Eichorn Ignác tábori rabbiként szolgált.
Mindezek nagyban hozzájárultak, hogy  az 1849-es szegedi országgyűlés, néhány nappal a világosi fegyverletétel előtt – „szent elvi kijelentésként” – kimondta a zsidók egyenjogúsítását. A törvény a szabadságharc bukása miatt nem volt végrehajtható, sőt a zsidókat a világosi fegyverletétel után hatalmas hadisarc fizetésére kényszerítették. Ezt a pénzt azonban I. Ferenc József császár visszaadta és az összegből rabbiképzők, tanítóképzők épültek.

## Az 1867-es emancipációs törvény
A szabadságharc utáni első években semmi esély sem volt arra, hogy a zsidóemancipációs törvény hatályba léphessen. 1865-ben azonban már több országgyűlési képviselő, többek közt Deák Ferenc, Eötvös József, Jókai Mór és Széchenyi Béla is szorgalmazta elfogadását.
Végül a kiegyezés teremtette meg a politikai feltételét a jogszabály elfogadásának. 1867. november 25-én Andrássy Gyula miniszterelnök beterjesztette a zsidók egyenjogúsításáról szóló törvényjavaslatot, amit a képviselőház és a főrendiház is többnyire egyhangúlag elfogadott. A zsidóemancipációs törvény I. Ferenc József szentesítő aláírásával lépett érvénybe. A törvény mindössze két szakaszból állt:
1. §. Az ország izraelita lakosai a keresztény lakosokkal minden polgári és politikai jog gyakorlására egyaránt Jogosítottaknak nyilváníttatnak.
2. §. Minden ezzel ellenkező törvény, szokás vagy rendelet ezennel megszüntettetik.

A törvény a hazai zsidóság előtt a társadalmi felemelkedés korábban soha nem látott lehetőségeit nyitotta meg.